# NGC 195
NGC 195 è una galassia a spirale barrata circondata da un anello, situata nella costellazione della Balena.

## Descrizione
La galassia ha una classe di luminosità I  e presenta una larga riga a 21 cm dell'idrogeno neutro.
Sono inoltre presenti anche regioni di idrogeno ionizzato.

## Scoperta
NGC 195 è stata scoperta nel 1876 dall'astronomo tedesco Wilhelm Tempel.